# Тепловий пункт

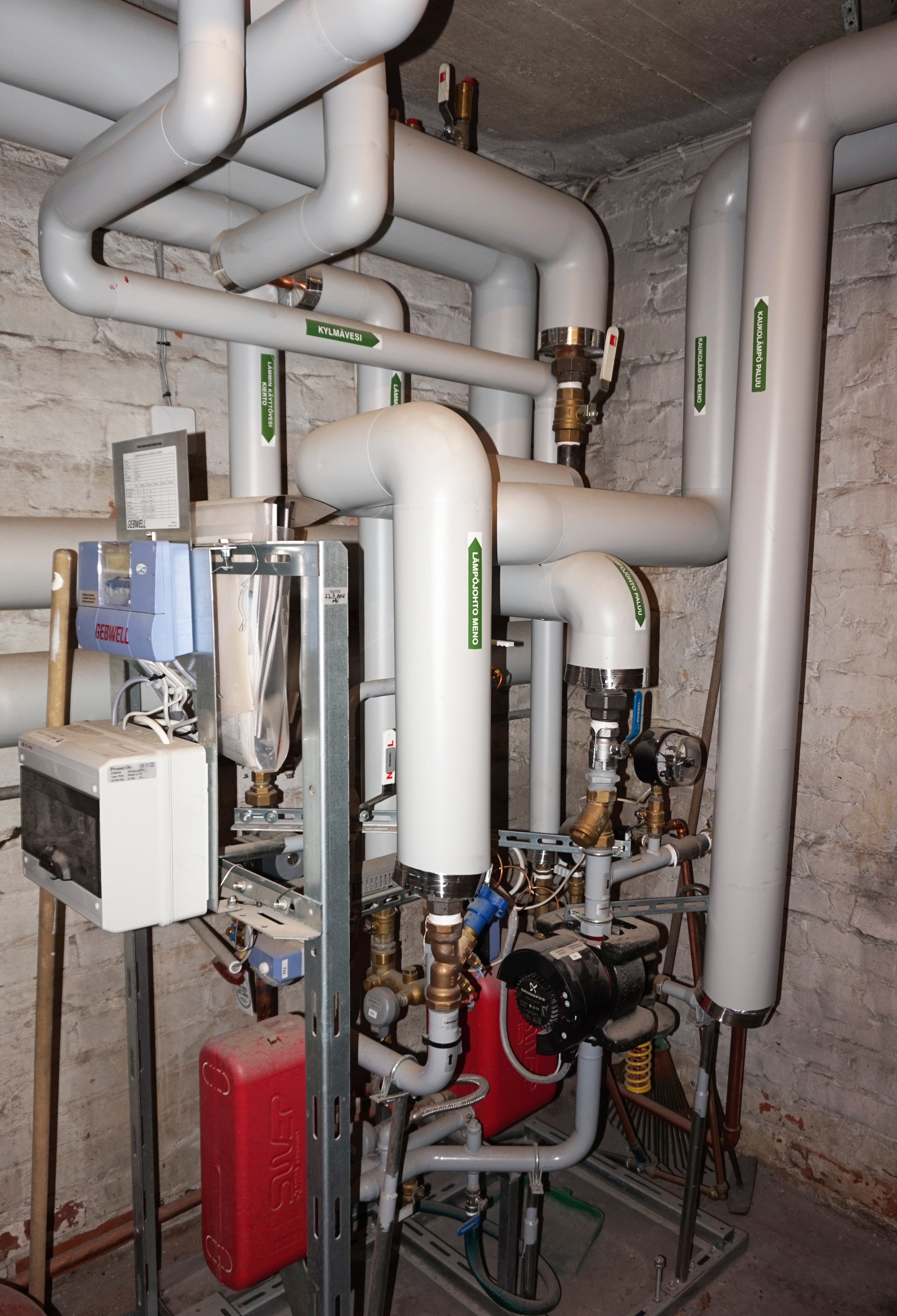
Тепловий пункт

Теплови́й пункт (ТП)  — спеціально обладнане приміщення, з якого здійснюється керування місцевими системами теплоспоживання (опаленням, гарячим водопостачанням, вентиляцією, технологічним навантаженням). У ньому відбувається трансформація параметрів теплоносія за видами споживання тепла, облік тепла тощо.
Теплови́й пункт зазвичай розміщений на межі балансової належності (відповідальності) — в тепловому пункті здійснюється передача теплової енергії від зовнішніх теплових мереж (ТЕЦ або котельні) до системи опалення, вентиляції або гарячого водопостачання житлових і виробничих приміщень.
Центральний тепловий пункт — тепловий пункт, до якого приєднані системи теплоспоживання двох і більше будівель (споруд).
Теплові пункти розрізняються за кількістю та типом підключених до них систем теплоспоживання, індивідуальні особливості яких визначають теплову схему і характеристики обладнання ТП, а також за типом монтажу та особливостям розміщення обладнання в приміщенні ТП.
Розрізняють такі види ТП:
- Індивідуальний тепловий пункт (ІТП). Використовується для обслуговування одного споживача (будівлі або її частини). Як правило, розташовується в підвальному або технічному приміщенні будівлі, однак через особливості обслуговуваної будівлі, може бути розміщений в окремій споруді.
- Центральний тепловий пункт (ЦТП) — тепловий пункт, до якого приєднані системи теплоспоживання двох і більше будівель (споруд). Використовується для обслуговування групи споживачів (будівель, промислових об'єктів). Частіше розташовується в окремій споруді, але може бути розміщений у підвальному або технічному приміщенні однієї з будівель.
- Блочний тепловий пункт (БТП). Виготовляється в заводських умовах і поставляється для монтажу у вигляді готових блоків. Може складатися з одного або кількох блоків. Обладнання блоків монтується дуже компактно, як правило, на одній рамі. Зазвичай використовується при необхідності економії місця. За характером і кількістю підключених споживачів БТП може відноситись як до ІТП, так і до ЦТП.

Схема ТП залежить, з одного боку, від особливостей споживачів теплової енергії, що обслуговуються тепловим пунктом, з іншого боку — від особливостей джерела, що постачає ТП теплову енергію.

## Диспетчеризація теплових пунктів
Автоматизація теплового пункту з системою диспетчеризації є єдиним програмно-технічним комплексом з можливістю управління режимами теплопостачання при роботі без постійного обслуговчого персоналу із максимальним використанням «безлюдних технологій».
В диспетчеризованому тепловому пункті блок автоматики всередині теплового пункту з'єднаний з комп'ютером диспетчера, що розміщений безпосередньо при будинку, який обслуговується. Таким чином диспетчер в будь-який момент може проконтролювати роботу системи.
Диспетчеризація теплових пунктів дає можливість споживачам тепла постійно стежити за показниками роботи теплових пунктів та інженерних систем.

## Переваги використання індивідуальних теплових пунктів
- оплата залежить від кількості витраченої теплової енергії;
- безшумність роботи техніки;
- легкий доступ до всіх частин теплового пункта;
- тепло подається автоматизовано.